# Hexatoma omeiana
Hexatoma omeiana là một loài ruồi trong họ Limoniidae. Chúng phân bố ở miền Cổ bắc.